# Porcelánka Karla Knolla
Porcelánka Karla Knolla (staršího) v městské části Rybáře města Karlovy Vary byla postavena v roce 1846 na základech dílny na výrobu kameninových rour a pozdější plavírny kaolínu, sloužící porcelánkám v okolí Karlových Varů. Název firmy působící v prostorách porcelánky nesl jméno svého zakladatele Karla Knolla (1841-1900), který si nedaleko od porcelánky postavil také vilu.

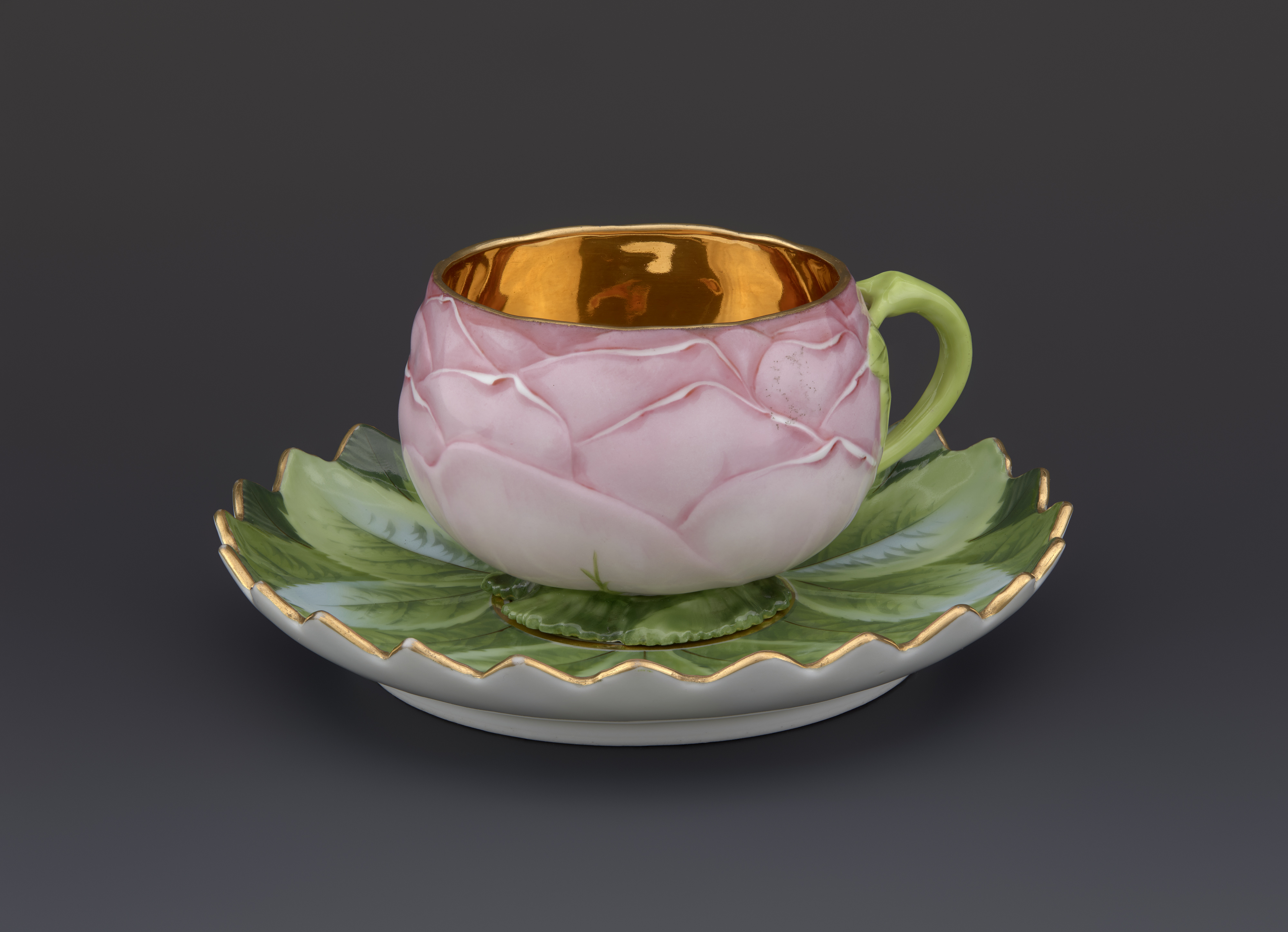
Šálek s podšálkem v Národním muzeu v Krakově

Podle rakouského obchodního a firemního adresáře byla firma oficiálně zaprotokolována až od 21. března 1864 pro Karla Knolla staršího a jeho syny, z nichž Karl mladší (1841-1900) ji v pozdějších letech vedl.
V porcelánce se vyráběly lázeňské pohárky, figurální a hotelový porcelán. Synové Karla Knolla rozšířili výrobu také o luxusní barevný porcelán. V dobách největšího rozkvětu pracovalo v porcelánce přibližně 300 zaměstnanců. V areálu porcelánky působí několik menších společností. K porcelánce patřil také Japonský pavilonek a vzorkovna porcelánu.
Po druhé světové válce došlo ke znárodnění porcelánky, která se tak stala se součástí národního podniku První české továrny na porcelán Karlovy Vary. Původní část výroby rodiny Knollových však byla následně uzavřena a přeměněna na sklady.[chybí lepší zdroj]

## Japonský pavilonek
Japonský pavilonek vznikl na území dnešního přírodního koupaliště Rolava za účelem přilákání pozornosti potenciálních zákazníků k produktům porcelánky. Pavilonek vznikl na jednom z ostrůvků Mlýnského rybníka. Tři věže stavby byly tvořeny porcelánovými deskami dekorovanými japonskými vzory, stěny stavby zdobily japonské malby. Součástí pavilonku byla kavárna. Okolí pavilonku sloužilo k relaxačním účelům. Od počátku války nebyl pavilonek udržován a začal chátrat. Stavba byla roku 1953 stržena.

## Vzorkovna porcelánky
Vzorkovna porcelánky Karla Knolla je kulturní památkou chráněnou od roku 1999. Objekt se nachází v bezprostřední blízkosti areálu Rolava. Objekt je ve zchátralém stavu, ačkoliv v minulosti prošel stavebními úpravami. Od roku 2000 byl majitelem zajištěn objekt proti zatékání a byly opraveny krovy se střechou. Záměrem byla přestavba objektu na kavárnu. Mezi lety 2014 a 2017 byly ale práci na rekonstrukci zastaveny kvůli vypořádání společného jmění manželů. V současné době je objekt k pronájmu nebo na prodej.

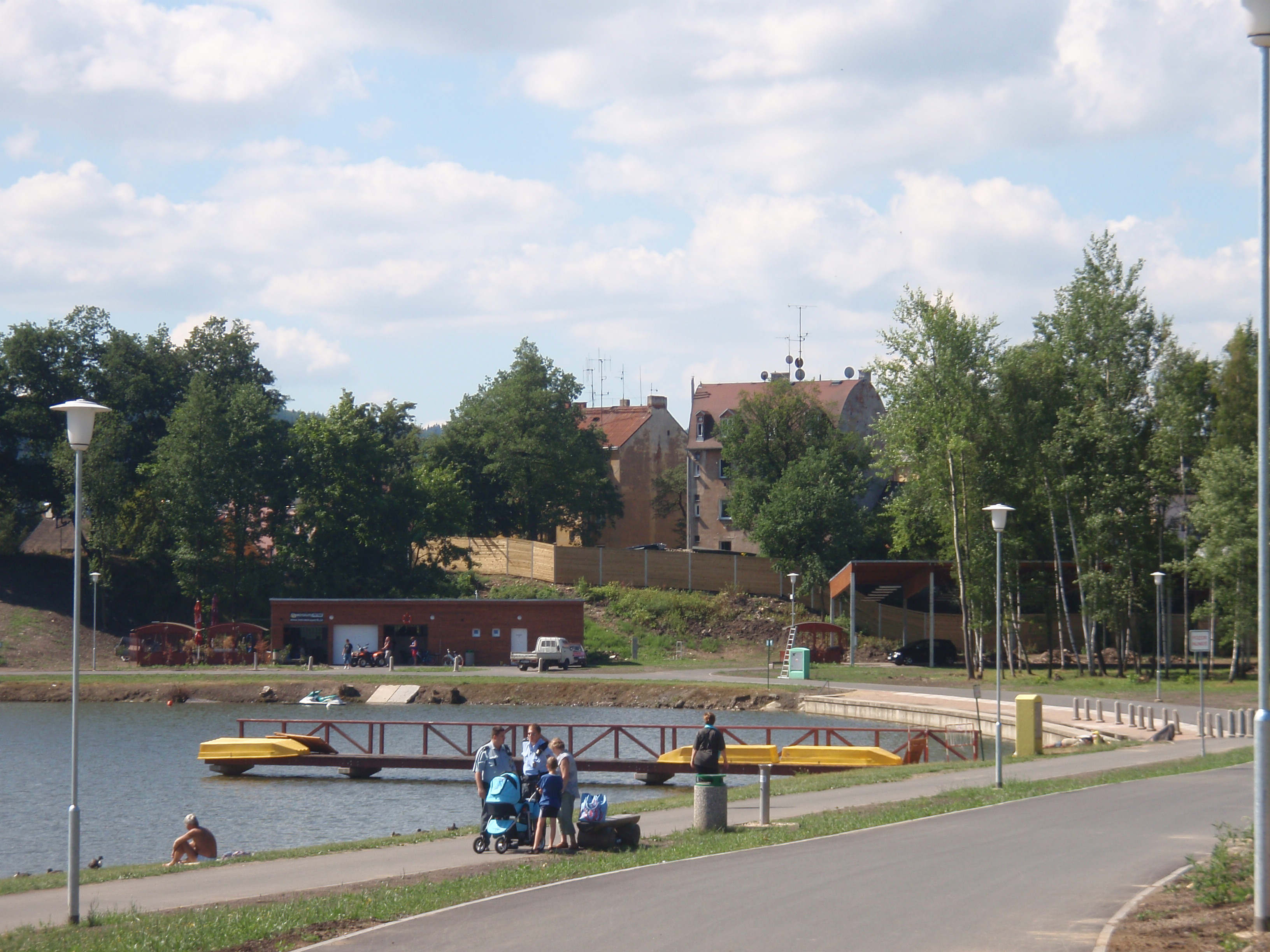
Přírodní koupaliště Rolava (místo původního Japonského pavilonku)
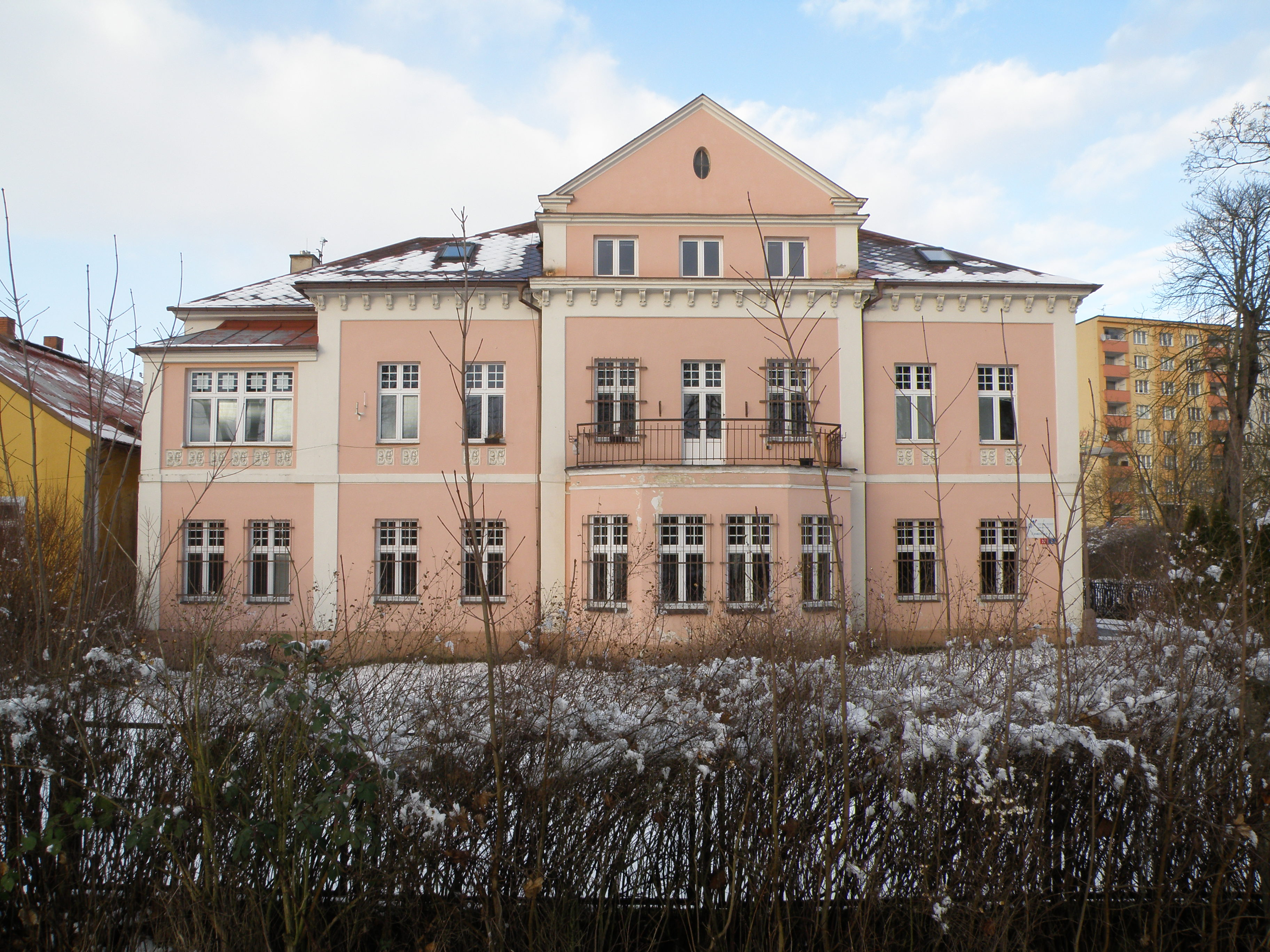
Vila Karla Knola v Rybářích (dnes sídlo Domova dětí a mládeže Karlovy Vary)